# McLaren M6 GT

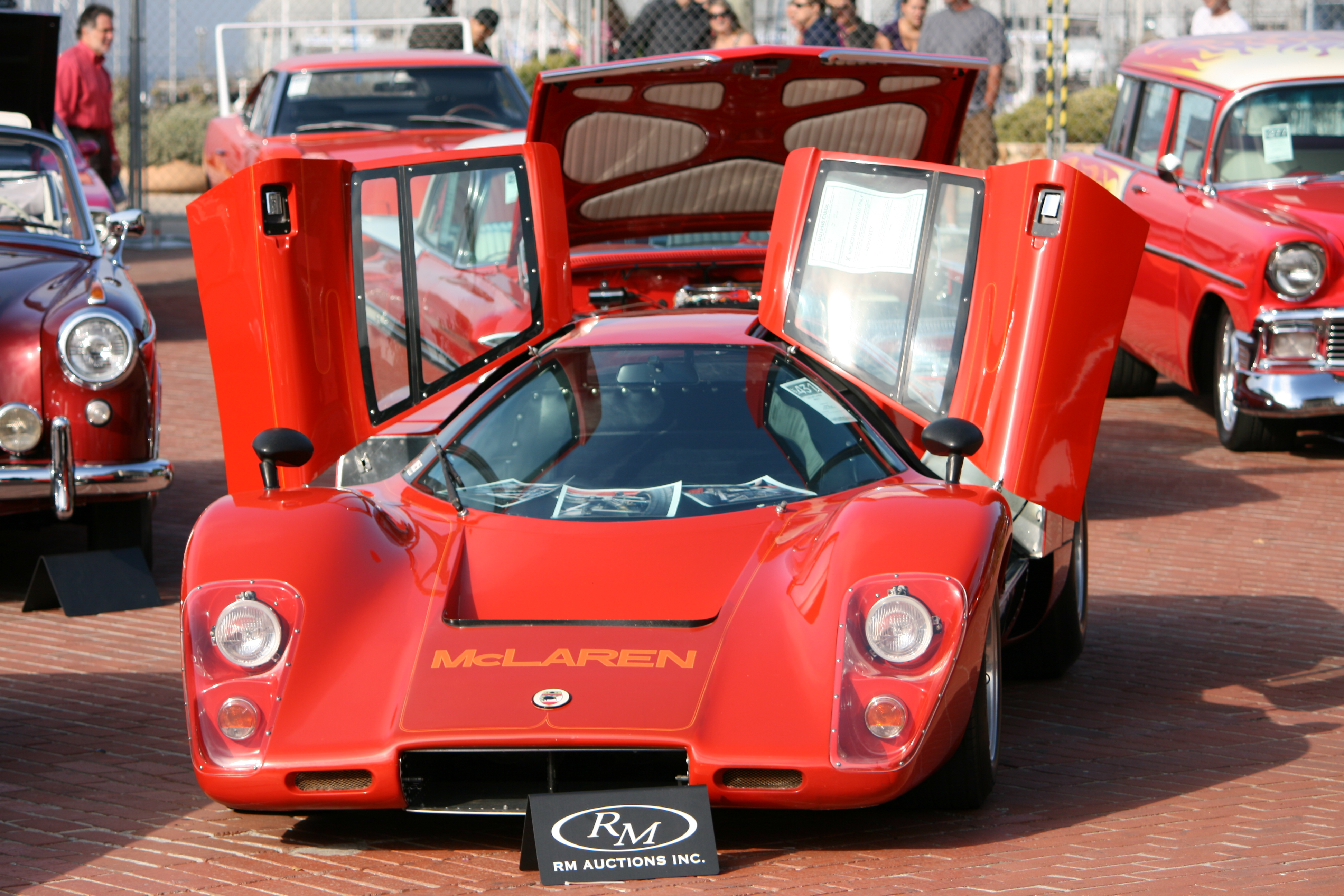
McLaren M6 GT

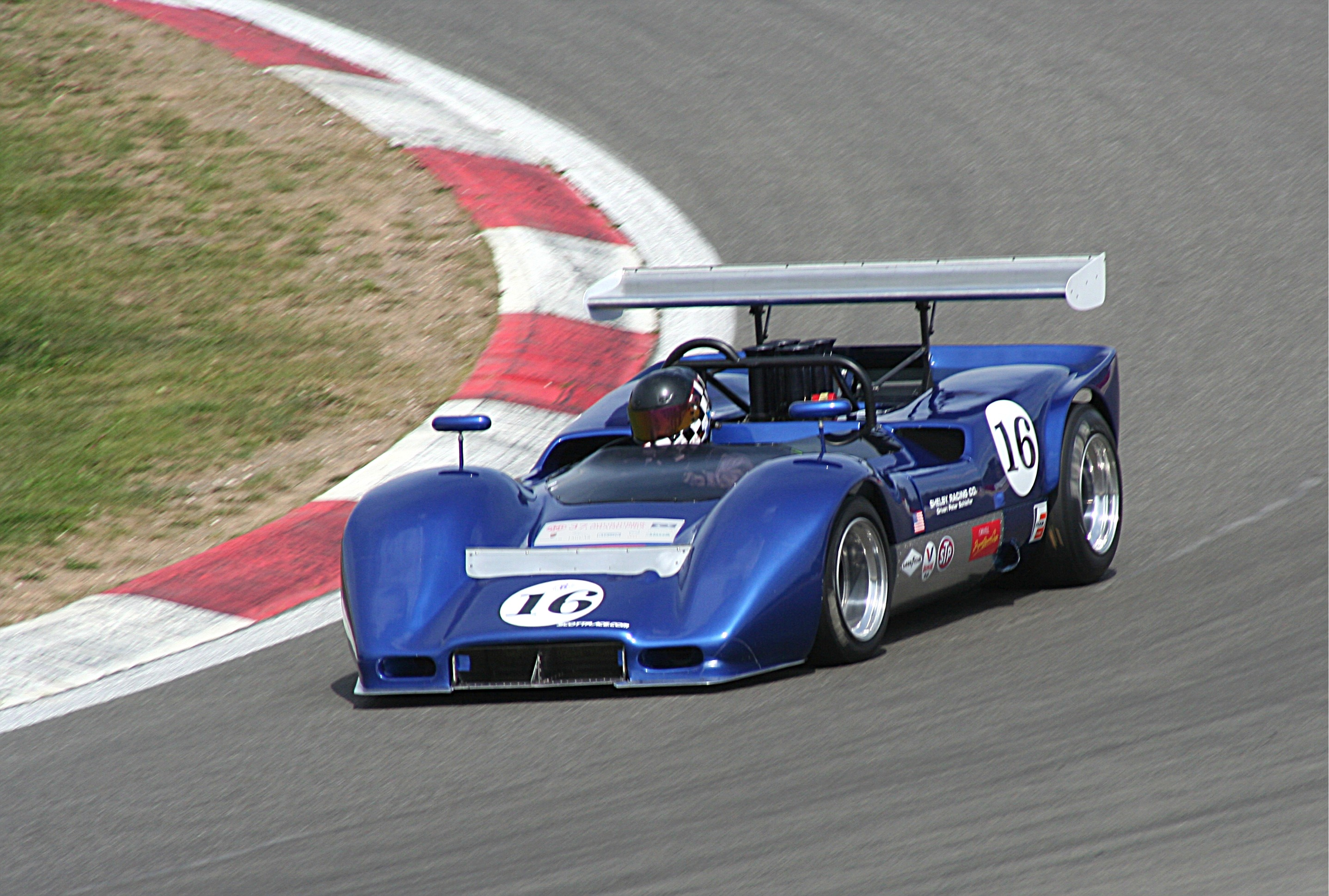
McLaren M6B beim AvD-Oldtimer-Grand-Prix

Der McLaren M6 GT war ein Sportwagen, der 1969 bei McLaren entwickelt wurde, allerdings nie die Serienreife erreichte.

## Entwicklungsgeschichte
1969 regte Bruce McLaren, Teameigner und Fahrer in Personalunion, den Bau eines Sportwagens für ausgesuchte Kunden an. Als Basis diente der Spider McLaren M6B, der in der US-amerikanischen CanAm-Rennserie fuhr. Die Fahrzeuge von McLaren dominierten diese Rennserie Ende der 1960er-Jahre.
Der M6 GT hatte ein Aluminium-Monocoque, aufwendige Radführungselemente vorne und hinten sowie abweichend vom CanAm-Spider eine geschlossene Karosserie mit Flügeltüren. Angetrieben wurde das Fahrzeug von einem 8-Zylinder-Chevrolet-Motor, der vom Spider stammte.

## Renngeschichte
Nach dem Tod von Bruce McLaren bei Testfahrten in Goodwood 1970 wurde das Projekt vorerst zurückgestellt und 1971 gänzlich aufgegeben. Vier Fahrzeuge kamen dennoch – teilweise auf Umwegen – auf den Markt. Eines erwarb Steve McQueen, der das Fahrzeug in Gulf-Lackierung für seinen Le-Mans-Film verwenden wollte. Einen zweiten Wagen kaufte Denis Hulme. Das Fahrzeug stand einige Zeit im nationalen Transportmuseum von Neuseeland und wurde 1990 an einen privaten Sammler aus Kalifornien abgegeben.
Bruce McLarens angedachter erster Serienwagen wurde schließlich 1993 mit dem McLaren F1 Realität.